# Chrosioderma roaloha
Chrosioderma roaloha là một loài nhện trong họ Sparassidae.
Loài này thuộc chi Chrosioderma. Chrosioderma roaloha được miêu tả năm 2005 bởi Silva.